# Пабло Шрайбер
Па́бло Те́лл Шрайбер (англ. Pablo Tell Schreiber; нар. 26 квітня 1978) — канадський та американський актор, відомий своєю сценічною діяльністю і роллю польсько-американського персонажа Ніка Соботки в драмі каналу HBO «Дроти» про наркозлочинність у Балтиморі та корумпованого співробітника виправної установи Джорджа «Порноуси» Мендеса в серіалі каналу Netflix «Помаранчевий — хіт сезону». Він був номінований на премію Тоні за роль у мюзиклі «Прокинься і співай!» на Бродвеї. Він також брав участь у записі аудіокниг. У квітні 2019 року він був обраний на роль Майстра Чіфа у майбутньому серіалі Halo.

## Ранні роки
Шрайбер народився в комуні хіпі в Імірі, в Британській Колумбії, і переїхав до Вінло, Британська Колумбія, коли йому було шість місяців. Його батько-американець, Телл Шрайбер (англ. Tell Schreiber), був актором, як і його брат Лев Шрайбер Лев (англ. Liev). Його мати, Лоррейн Рівлі (англ. Lorraine Reaveley), — канадський психотерапевт. Пабло був названий на честь чилійського поета Пабло Неруди (його батько пристрасно любив літературу). Його батьки розлучилися, коли йому було 12 років, і Шрайбер переїхав до Сіетл з батьком. Після закінчення школи Шрайбер вступив до Університету Сан-Франциско, де він сподівався потрапити в баскетбольну команду. Пізніше він перевівся в Університет Карнегі-Меллон в Піттсбург, штат Пенсільванія, і в 2000 році закінчив його за спеціальністю «Театр».

## Кар'єра
Шрайбер грав у фільмах «Маньчжурський кандидат», «Королі Догтауна» та «Щасливі разом». Крім того, він знявся в епізодичній ролі в серіалі «Закон і порядок: Злочинний намір» та в серіалі каналу FX Lights Out.
У 2011 році Шрайбер зіграв головну роль у п'єсі Gruesome Playground Injuries театру Second Stage Theatre. Він виконав роль Дмитра Равіча (Demetri Ravitch), наркодилера Ненсі Ботвін, в сьомому сезоні серіалу Косяки.
Сайт BuddyTV помістив його на 77-е місце в списку найсексуальніших чоловіків 2011 року.
У жовтні 2011 року Шрайбер отримав постійну роль Джорджа «Порноуси» Мендеса в оригінальному драматичному серіалі Netflix Помаранчевий — хіт сезону. 26 лютого 2013 року він виконав одну з головних ролей Верджіл) у пілотній серії драми каналу NBC Ironside, рімейку серіалу 1967 series of the same name. Крім того, він отримав постійну роль у 14-му та 15-му сезоні  Law & Order: Special Victims Unit.
За свою роль в «Помаранчевому — хіт сезону» Шрайбер отримав нагороду «Ми любимо тебе ненавидіти» (We Love to Hate You) на церемонії вручення 2014 Young Hollywood Awards.
У квітні 2019 року він був обраний на роль Майстра Чіфа у майбутньому серіалі Halo на Paramount+

## Особисте життя
У 2007 році Шрайбер одружився з Джессікою Монті (англ. Jessica Monty). У пари двоє синів. У 2013 році вони переїхали з Джефферсонвіля, штат Нью-Йорк  в Лос-Анджелес, штат Каліфорнія. У грудні 2013 року Монті подала на розлучення.

## Фільмографія
| Кіно | Рік                            | Назва українською                         | Назва англійською       | Роль                  | Примітки |
| 2001 | Хлопець із міхура              | Bubble Boy                                | Тодд                    |                       |          |
| 2003 | Мамин синочок                  | The Mudge Boy                             | Брент                   |                       |          |
| 2003 | Пофарбований будинок           | A Painted House                           | Hank Spruill            | Телевізійний фільм    |          |
| 2004 | Маньчжурський кандидат         | The Manchurian Candidate                  | Едді Інграм             |                       |          |
| 2004 | Запрошення на самогубство      | Invitation to a Suicide                   | Казимир «Каз» Мальок    |                       |          |
| 2005 | Королі Догтауна                | Lords of Dogtown                          | Крейг Стечік            |                       |          |
| 2005 | У вогні                        | Into the Fire                             | Сенді Манетті           | Телевізійний фільм    |          |
| 2008 | Вікі Крістіна Барселона        | Vicky Cristina Barcelona                  | Бен                     |                       |          |
| 2008 | Ночі в Роданте                 | Nights in Rodanthe                        | Чарлі Торрельсон        |                       |          |
| 2008 | Улюблений син                  | Favorite Son                              | Девід Пекстон           | також співпродюсер    |          |
| 2008 | Послуга за послугу             | Quid Pro Quo                              | Брустер                 |                       |          |
| 2009 | Обличник                       | Tell-Tale                                 | Бернард Кочіас          |                       |          |
| 2010 | Щасливі разом                  | Happy. Thank You. Більше. Please.         | Чарлі                   |                       |          |
| 2012 | Вірність                       | Allegiance                                | Лейтенант Алек Чемберс  |                       |          |
| 2013 | Найбільший бій Мухаммеда Алі   | Muhammad Ali's Greatest Fight             | Беккер                  | Телевізійний фільм    |          |
| 2014 | Збереження                     | Preservation                              | Шон Нірі                |                       |          |
| 2014 | Форт Блісс                     | Fort Bliss                                | Старший сержант Донован |                       |          |
| 2014 | Після                          | After                                     | Крістіан Валентино      |                       |          |
| 2016 | 13 годин: Таємні воїни Бенгазі | 13 Hours: The Secret Soldiers of Benghazi | Кріс «Танто» Паронто    |                       |          |
| 2017 | Явна брехня                    | Thumper                                   | Вайатт Ріверс           |                       |          |
| 2018 | Злодії                         | Den of Thieves                            | Рей Меррімен            |                       |          |
| 2018 | Людина на Місяці               | First Man                                 | Джеймс Ловелл           |                       |          |
| 2018 | Хмарочос                       | Skyscraper                                | Бен Гіллеспі            |                       |          |
| 2019 | Диявол має ім'я                | The Devil Has a Name                      | Єзекіль                 |                       |          |
| 2022 | Дочка короля                   | The King's Daughter                       | доктор Лабарт           | фільм знято 2014 року |          |

### Телебачення
| Рік        | Назва                                | Роль                                                  | Примітки                                               |
| ---------- | ------------------------------------ | ----------------------------------------------------- | ------------------------------------------------------ |
| 2003, 2008 | Дроти                                | Nickolas "Nick" Sobotka                               | 13 episodes                                            |
| 2005       | Закон і порядок: Злочинний намір     | Ed Lang                                               | Episode: "The Unblinking Eye"                          |
| 2006       | Закон і порядок                      | Kevin Boatman                                         | Episode: "America, Inc."                               |
| 2007       | Закон і порядок: Спеціальний корпус  | Dan Kozlowski                                         | Episode: "Haystack"                                    |
| 2007       | Брати Доннеллі                       | Mitchell Carr                                         | Episode: "When the Door Opens"                         |
| 2007       | Закон і порядок: Злочинний намір     | TJ Hawkins                                            | Episode: "Self-Made"                                   |
| 2008       | Бруд                                 | Jason Konkey                                          | 3 episodes                                             |
| 2008       | Страх як він є                       | Mattingley                                            | Episode: «Eater»                                       |
| 2008       | Армійські дружини                    | Tim                                                   | 3 episodes                                             |
| 2008       | Життя на Марсі                       | Kim Trent                                             | Episode: "The Real Adventures of the Unreal Sam Tyler" |
| 2008       | Law & Order                          | Sean Hauser                                           | Episode: "Rumble"                                      |
| 2009       | Звір                                 | Officer Delaney                                       | Episode: "Capone"                                      |
| 2009       | 4исла                                | Tal Feigenbaum                                        | 2 episodes                                             |
| 2009       | У Філадельфії завжди сонячно         | Ricky Falcone                                         | Episode: "A Very Sunny Christmas"                      |
| 2009       | Три річки                            | Nick                                                  | Episode: "The Kindness of Strangers"                   |
| 2010       | Медіум                               | Jeremy Kiernan                                        | Episode: "An Everlasting Love"                         |
| 2011       | Тушіть світло / Lights Out           | Джонні Лірі                                           | 13 епізодів                                            |
| 2011       | Гарна дружина                        | Грегорі Марс                                          | Episode: "Ham Sandwich"                                |
| 2011-2012  | Косяки                               | Димитрі Равіч                                         | 8 episodes                                             |
| 2011-2012  | Обдарована людина                    | Anton Little Creek                                    | Main cast; 16 episodes                                 |
| 2012       | Підозрюваний                         | Tommy Clay                                            | Episode: «Matsya Nyaya»                                |
| 2012       | Зроблено в Джерсі                    | Luke Aaronson                                         | Episode: "Pilot"                                       |
| 2013       | Білий комірець                       | JB Bellmiere                                          | Episode: "The Original"                                |
| 2013-2014  | Закон і порядок: Спеціальний корпус  | Вільям Льюїс                                          | 8 episodes                                             |
| 2013-2019  | Помаранчевий — хіт сезону            | George "Pornstache" Mendez / Джордж "Порноуси" Мендез | 19 episodes                                            |
| 2013       | Айронсайд                            | Верджіл                                               | Main cast; 9 episodes                                  |
| 2015       | На межі / The Brink                  | Зік Тілсон / Zeke Tilson                              | 10 епізодів                                            |
| 2017-2020  | Американські боги / American Gods    | Божевільний Суїні                                     | 18 епізодів                                            |
| 2020       | Захищаючи Джейкоба / Defending Jacob | Ніл Лоджудіс                                          | 8 епізодів                                             |
| 2022–2024  | Halo                                 | Джон-117 / Майстер Чіф                                | Головна роль                                           |